# 儒勒·凡尔纳环形山

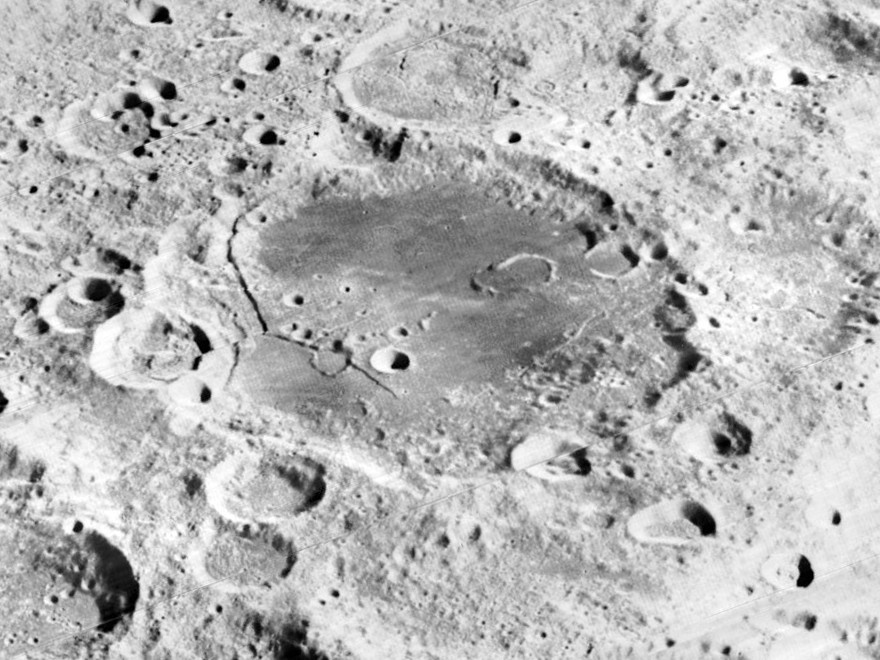
月球轨道器2号拍摄的南向斜视图

儒勒·凡尔纳环形山（Jules Verne）是月球背面南半球一座巨大的古老撞击坑，约形成于前酒海纪，其名称取自法国地理学家及著名科普作家儒勒·凡尔纳（1828年-1905年），1961年被国际天文学联合会正式批准接受。

## 描述
该陨坑西侧毗邻厄缶环形山；巴甫洛夫环形山和赛德尔环形山分别位于它的东北和西北；儒勒·凡尔纳环形山的东南坐落着伦德马克环形山；西南则有拉姆齐环形山和洛希环形山。它的西北靠近智海。该环形山的中心月面坐标为35°00′S 147°00′E / 35.0°S 147.0°E，直径145.5公里，
深度3公里。
儒勒·凡尔纳环形山的外壁边缘已磨损和侵蚀，上面覆盖着数座撞击坑，其中沿东侧坐落着卫星坑儒勒·凡尔纳 G、东北壁嵌入了儒勒·凡尔纳 C、儒勒·凡尔纳 Z穿过它的北侧壁、南侧壁上横跨着一座小陨坑，而卫星坑儒勒·凡尔纳 P则附靠在它的西南偏南外壁。坑壁高出周边地形1710米，内部容积约22700立方千米。
坑内大部分地表已被玄武岩熔岩掩没，形成一处平坦幽暗的低反照率表面。作为月球背面的陨石坑这一特征确属异样，因为这一面的月壳要远厚于月球正面，但主要是该陨坑整体位于南极-艾托肯盆地内。儒勒·凡尔纳环形山坑底西部清楚地显示二座小陨坑的残壁突出于熔岩表面之上，东部有一座醒目的碗状小陨坑，东部和东南侧蜿蜒着一条月沟，坑底西北部还分布着另一条不太明显的月沟。
儒勒·凡尔纳环形山是月球上少数几座已知以个人全名而非姓氏命名的撞击坑，也是一座以科幻作家而非通常以著名科学家或探险家命名的撞击坑。

## 卫星陨石坑
按惯例，最靠近儒勒·凡尔纳环形山的卫星坑在月图上以字母标注在该坑中心点的旁边。
| 儒勒·凡尔纳 | 纬度    | 经度     | 直径    |
| ----------- | ------- | -------- | ------- |
| C           | 33.2° S | 149.7° E | 30 公里 |
| G           | 35.1° S | 150.0° E | 42 公里 |
| P           | 38.0° S | 145.1° E | 62 公里 |
| R           | 36.9° S | 140.9° E | 49 公里 |
| X           | 32.1° S | 145.2° E | 15 公里 |
| Y           | 31.3° S | 146.0° E | 30 公里 |
| Z           | 32.5° S | 146.8° E | 20 公里 |

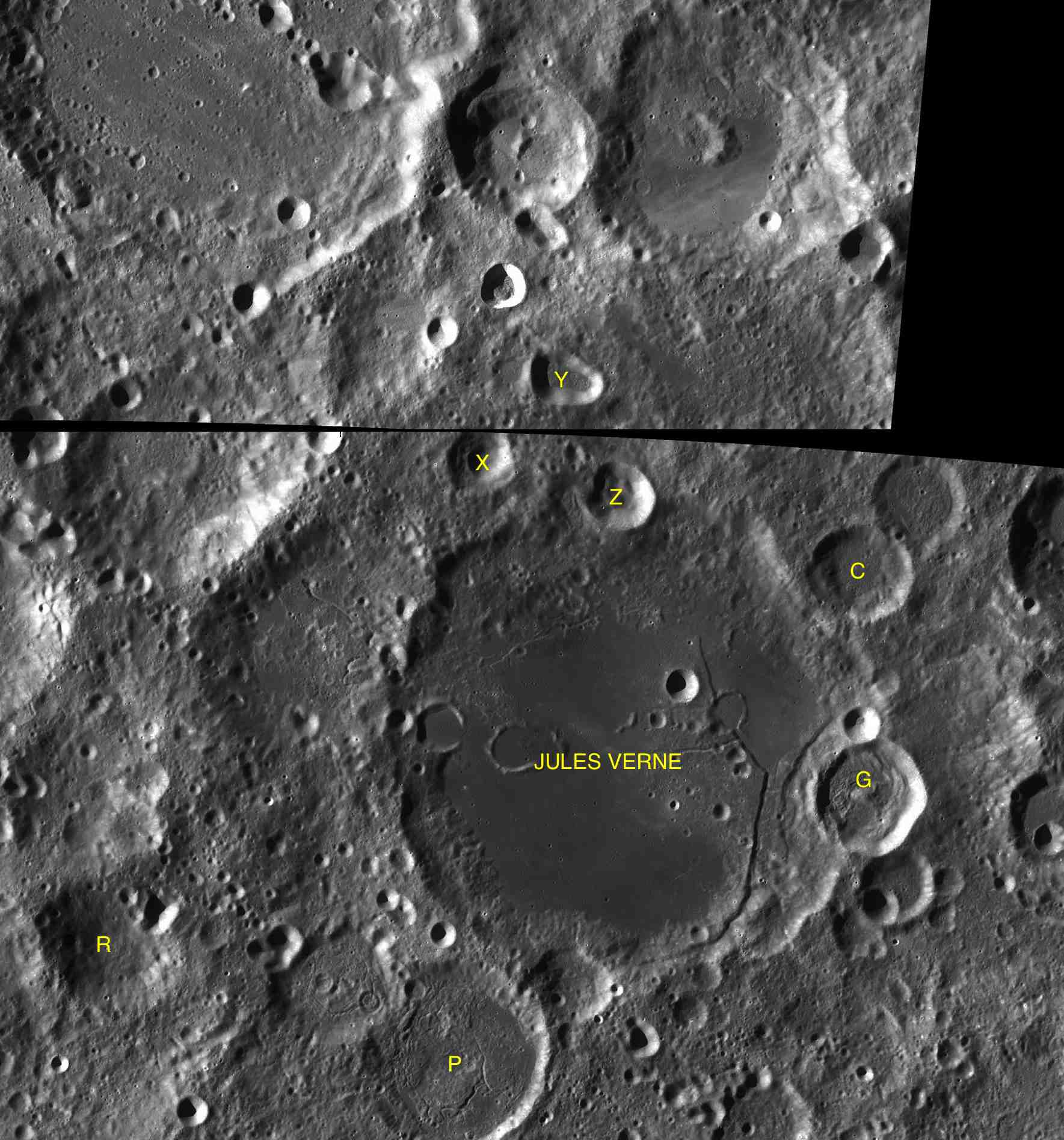
LAC-102, LAC-118拼接图

- 卫星坑儒勒·凡尔纳 C和儒勒·凡尔纳 P形成于酒海纪[1]；
- 卫星坑儒勒·凡尔纳 G形成于爱拉托逊纪[1]。

## 另请参阅
- Andersson, L. E.; Whitaker, E. A. . NASA RP-1097. 1982.
- Blue, Jennifer. . USGS. July 25, 2007  [2007-08-05]. （原始内容存档于2018-12-25）.
- Bussey, B.; Spudis, P. . New York: Cambridge University Press. 2004. ISBN 978-0-521-81528-4.
- Cocks, Elijah E.; Cocks, Josiah C. . Tudor Publishers. 1995. ISBN 978-0-936389-27-1.
- McDowell, Jonathan. . Jonathan's Space Report. July 15, 2007  [2007-10-24]. （原始内容存档于2018-12-25）.
- Menzel, D. H.; Minnaert, M.; Levin, B.; Dollfus, A.; Bell, B. . Space Science Reviews. 1971, 12 (2): 136–186. Bibcode:1971SSRv...12..136M. doi:10.1007/BF00171763.
- Moore, Patrick. . Sterling Publishing Co. 2001. ISBN 978-0-304-35469-6.
- Price, Fred W. . Cambridge University Press. 1988. ISBN 978-0-521-33500-3.
- Rükl, Antonín. . Kalmbach Books. 1990. ISBN 978-0-913135-17-4.
- Webb, Rev. T. W.  6th revised. Dover. 1962. ISBN 978-0-486-20917-3.
- Whitaker, Ewen A. . Cambridge University Press. 1999. ISBN 978-0-521-62248-6.
- Wlasuk, Peter T. . Springer. 2000. ISBN 978-1-85233-193-1.